# Chelsea FC in het seizoen 2020/21
In het seizoen 2020/2021 komt Chelsea FC uit in de Engelse Premier League. In dit seizoen zal Chelsea ook weer uitkomen in de FA Cup en de League Cup. Chelsea zal ook deelnemen aan de UEFA Champions League. 

## Selectie 2020/2021

### Spelers
| Nr.           | Nat.                      | Naam                 | Contract tot | Premier League | Premier League | Premier League | FA Cup     | FA Cup     | FA Cup     | League Cup | League Cup | League Cup | UEFA Champions League | UEFA Champions League | UEFA Champions League | Totaal     | Totaal     | Totaal     |
| Nr.           | Nat.                      | Naam                 | Contract tot | W              |                | Assist         | W          |            | Assist     | W          |            | Assist     | W                     |                       | Assist                | W          |            | Assist     |
| Doelmannen    | Doelmannen                | Doelmannen           | Doelmannen   | Doelmannen     | Doelmannen     | Doelmannen     | Doelmannen | Doelmannen | Doelmannen | Doelmannen | Doelmannen | Doelmannen | Doelmannen            | Doelmannen            | Doelmannen            | Doelmannen | Doelmannen | Doelmannen |
| ------------- | ------------------------- | -------------------- | ------------ | -------------- | -------------- | -------------- | ---------- | ---------- | ---------- | ---------- | ---------- | ---------- | --------------------- | --------------------- | --------------------- | ---------- | ---------- | ---------- |
| 1             | Vlag van Spanje           | Kepa Arrizabalaga    | 2025         | 7              | 0              | 0              | 6          | 0          | 0          | 0          | 0          | 0          | 1                     | 0                     | 0                     | 14         | 0          | 0          |
| 13            | Vlag van Argentinië       | Willy Caballero      | 2021         | 1              | 0              | 0              | 0          | 0          | 0          | 1          | 0          | 0          | 0                     | 0                     | 0                     | 2          | 0          | 0          |
| 16            | Vlag van Senegal          | Édouard Mendy        | 2025         | 31             | 0              | 0              | 0          | 0          | 0          | 1          | 0          | 0          | 12                    | 0                     | 0                     | 44         | 0          | 0          |
| 40            | Vlag van Kroatië          | Karlo Žiger          | 2021         | 0              | 0              | 0              | 0          | 0          | 0          | 0          | 0          | 0          | 0                     | 0                     | 0                     | 0          | 0          | 0          |
| Verdedigers   |                           |                      |              |                |                |                |            |            |            |            |            |            |                       |                       |                       |            |            |            |
| 2             | Vlag van Duitsland        | Antonio Rüdiger      | 2022         | 19             | 1              | 0              | 4          | 0          | 0          | 0          | 0          | 0          | 11                    | 0                     | 1                     | 34         | 1          | 1          |
| 3             | Vlag van Spanje           | Marcos Alonso        | 2023         | 13             | 2              | 0              | 2          | 0          | 0          | 0          | 0          | 0          | 2                     | 0                     | 0                     | 17         | 2          | 0          |
| 4             | Vlag van Denemarken       | Andreas Christensen  | 2022         | 17             | 0              | 0              | 3          | 0          | 0          | 0          | 0          | 0          | 7                     | 0                     | 0                     | 27         | 0          | 0          |
| 6             | Vlag van Brazilië         | Thiago Silva         | 2021 (+1)    | 23             | 2              | 0              | 2          | 0          | 0          | 1          | 0          | 0          | 8                     | 0                     | 0                     | 34         | 2          | 0          |
| 15            | Vlag van Frankrijk        | Kurt Zouma           | 2023         | 24             | 5              | 0              | 5          | 0          | 0          | 2          | 0          | 0          | 5                     | 0                     | 0                     | 36         | 5          | 0          |
| 21            | Vlag van Engeland         | Ben Chilwell         | 2025         | 27             | 3              | 5              | 3          | 0          | 1          | 2          | 0          | 1          | 10                    | 1                     | 0                     | 42         | 4          | 7          |
| 24            | Vlag van Engeland         | Reece James          | 2025         | 32             | 1              | 2              | 5          | 0          | 2          | 0          | 0          | 0          | 10                    | 0                     | 1                     | 47         | 1          | 5          |
| 28            | Vlag van Spanje           | César Azpilicueta    | 2022         | 26             | 1              | 2              | 4          | 0          | 1          | 2          | 0          | 0          | 11                    | 0                     | 0                     | 43         | 1          | 3          |
| 33            | Vlag van Italië           | Emerson              | 2022         | 2              | 0              | 0              | 5          | 0          | 0          | 2          | 0          | 0          | 6                     | 1                     | 0                     | 15         | 1          | 0          |
| 57            | Vlag van Engeland         | Valentino Livramento | 2022         | 0              | 0              | 0              | 0          | 0          | 0          | 0          | 0          | 0          | 0                     | 0                     | 0                     | 0          | 0          | 0          |
| Middenvelders |                           |                      |              |                |                |                |            |            |            |            |            |            |                       |                       |                       |            |            |            |
| 5             | Vlag van Italië           | Jorginho             | 2023         | 28             | 7              | 1              | 2          | 0          | 0          | 1          | 0          | 0          | 12                    | 1                     | 1                     | 43         | 8          | 2          |
| 7             | Vlag van Frankrijk        | N'Golo Kanté         | 2023         | 30             | 0              | 2              | 4          | 0          | 0          | 1          | 0          | 0          | 13                    | 0                     | 1                     | 48         | 0          | 3          |
| 17            | Vlag van Kroatië          | Mateo Kovačić        | 2024         | 27             | 0              | 1              | 3          | 0          | 0          | 2          | 0          | 0          | 10                    | 0                     | 1                     | 42         | 0          | 2          |
| 19            | Vlag van Engeland         | Mason Mount          | 2024         | 36             | 6              | 5              | 5          | 1          | 0          | 2          | 0          | 1          | 11                    | 2                     | 2                     | 54         | 9          | 8          |
| 22            | Vlag van Marokko          | Hakim Ziyech         | 2025         | 23             | 2              | 3              | 6          | 2          | 1          | 0          | 0          | 0          | 10                    | 2                     | 0                     | 39         | 6          | 4          |
| 23            | Vlag van Schotland        | Billy Gilmour        | 2023         | 5              | 0              | 0              | 4          | 0          | 0          | 0          | 0          | 0          | 2                     | 0                     | 0                     | 11         | 0          | 0          |
| 29            | Vlag van Duitsland        | Kai Havertz          | 2025         | 26             | 4              | 3              | 5          | 1          | 1          | 1          | 3          | 0          | 12                    | 1                     | 3                     | 44         | 9          | 7          |
| 55            | Vlag van Engeland         | Tino Anjorin         | 2025         | 0              | 0              | 0              | 2          | 0          | 0          | 0          | 0          | 0          | 1                     | 0                     | 0                     | 3          | 0          | 0          |
| 64            | Vlag van Engeland         | Lewis Bate           | 2022         | 0              | 0              | 0              | 0          | 0          | 0          | 0          | 0          | 0          | 0                     | 0                     | 0                     | 0          | 0          | 0          |
| Aanvallers    |                           |                      |              |                |                |                |            |            |            |            |            |            |                       |                       |                       |            |            |            |
| 9             | Vlag van Engeland         | Tammy Abraham        | 2023         | 22             | 6              | 1              | 3          | 4          | 0          | 2          | 1          | 2          | 5                     | 1                     | 0                     | 32         | 12         | 4          |
| 10            | Vlag van Verenigde Staten | Christian Pulisic    | 2024         | 27             | 4              | 2              | 6          | 0          | 0          | 0          | 0          | 0          | 10                    | 2                     | 2                     | 43         | 6          | 4          |
| 11            | Vlag van Duitsland        | Timo Werner          | 2025         | 34             | 6              | 8              | 4          | 1          | 1          | 1          | 1          | 0          | 12                    | 4                     | 2                     | 51         | 12         | 11         |
| 18            | Vlag van Frankrijk        | Olivier Giroud       | 2021         | 17             | 4              | 0              | 4          | 0          | 0          | 2          | 1          | 0          | 8                     | 6                     | 0                     | 31         | 11         | 0          |
| 20            | Vlag van Engeland         | Callum Hudson-Odoi   | 2024         | 23             | 2              | 3              | 5          | 1          | 2          | 2          | 0          | 0          | 7                     | 2                     | 0                     | 37         | 5          | 5          |

Laatst bijgewerkt op 29 mei 2021

## Transfers

### Zomer

#### Aangetrokken 2020/21
| Nat. | Naam               | Van                 | Bijzonderheden |
| ---- | ------------------ | ------------------- | -------------- |
| GER  | Kai Havertz        | Bayer Leverkusen    | € 80.000.000   |
| GER  | Timo Werner        | RB Leipzig          | € 53.000.000   |
| ENG  | Ben Chilwell       | Leicester City      | € 50.200.000   |
| MAR  | Hakim Ziyech       | Ajax                | € 40.000.000   |
| SEN  | Édouard Mendy      | Stade Rennes        | € 24.000.000   |
| FRA  | Malang Sarr        | Nice                | Transfervrij   |
| BRA  | Thiago Silva       | Paris Saint-Germain | Transfervrij   |
| BRA  | Nathan             | Atlético Mineiro    | Was verhuurd   |
| NGR  | Victor Moses       | Internazionale      | Was verhuurd   |
| ENG  | Danny Drinkwater   | Aston Villa         | Was verhuurd   |
| GHA  | Abdul Rahman Baba  | RCD Mallorca        | Was verhuurd   |
| FRA  | Tiemoué Bakayoko   | AS Monaco           | Was verhuurd   |
| ITA  | Davide Zappacosta  | AS Roma             | Was verhuurd   |
| WLS  | Ethan Ampadu       | RB Leipzig          | Was verhuurd   |
| ESP  | Álvaro Morata      | Atlético Madrid     | Was verhuurd   |
| BEL  | Charly Musonda jr. | Vitesse             | Was verhuurd   |
| BRA  | Kenedy             | Getafe CF           | Was verhuurd   |
| CRO  | Mario Pašalić      | Atalanta            | Was verhuurd   |

#### Vertrokken 2020/21
| Nat. | Naam               | Naar             | Bijzonderheden          |
| ---- | ------------------ | ---------------- | ----------------------- |
| ESP  | Álvaro Morata      | Atlético Madrid  | € 56.000.000            |
| CRO  | Mario Pašalić      | Atalanta         | € 15.000.000            |
| BRA  | Nathan             | Atlético Mineiro | € 3.000.000             |
| BRA  | Willian            | Arsenal          | Transfervrij            |
| ESP  | Pedro              | AS Roma          | Transfervrij            |
| ENG  | Ross Barkley       | Aston Villa      | Verhuurd (€ 12.100.000) |
| FRA  | Tiemoué Bakayoko   | Napoli           | Verhuurd (€ 2.000.000)  |
| FRA  | Malang Sarr        | FC Porto         | Verhuurd (€ 2.000.000)  |
| NGR  | Victor Moses       | Spartak Moskou   | Verhuurd (€ 300.000)    |
| SRB  | Danilo Pantić      | Čukarički        | Verhuurd                |
| ENG  | Jamie Cumming      | Stevenage        | Verhuurd                |
| ALB  | Armando Broja      | Vitesse          | Verhuurd                |
| ENG  | Jamal Blackman     | Rotherham United | Verhuurd                |
| WLS  | Ethan Ampadu       | Sheffield United | Verhuurd                |
| BRA  | Kenedy             | Granada CF       | Verhuurd                |
| BEL  | Michy Batshuayi    | Crystal Palace   | Verhuurd                |
| ENG  | Lewis Baker        | Trabzonspor      | Verhuurd                |
| ITA  | Davide Zappacosta  | Genoa            | Verhuurd                |
| ENG  | Ruben Loftus-Cheek | Fulham           | Verhuurd                |
| NED  | Marco van Ginkel   | PSV              | Verhuurd                |
| USA  | Matt Miazga        | RSC Anderlecht   | Verhuurd                |
| ENG  | Jake Clarke-Salter | Birmingham City  | Verhuurd                |

### Winter

#### Aangetrokken 2020/21
| Nat. | Naam | Van | Bijzonderheden |
| ---- | ---- | --- | -------------- |

#### Vertrokken 2020/21
| Nat. | Naam              | Van           | Bijzonderheden         |
| ---- | ----------------- | ------------- | ---------------------- |
| ENG  | Fikayo Tomori     | AC Milan      | Verhuurd (€ 2.000.000) |
| ENG  | Danny Drinkwater  | Kasımpaşa SK  | Verhuurd               |
| GHA  | Abdul Rahman Baba | PAOK Saloniki | Verhuurd               |

## Wedstrijden

### Oefenwedstrijden
| Datum      | Wedstrijd                        | Uitslag |
| ---------- | -------------------------------- | ------- |
| 29-08-2020 | Brighton & Hove Albion – Chelsea | 1 – 1   |

### Premier League
| №  | Datum      | Wedstrijd                         | Uitslag |
| -- | ---------- | --------------------------------- | ------- |
| 1  | 14-09-2020 | Brighton & Hove Albion – Chelsea  | 1 – 3   |
| 2  | 20-09-2020 | Chelsea – Liverpool               | 0 – 2   |
| 3  | 26-09-2020 | West Bromwich Albion – Chelsea    | 3 – 3   |
| 4  | 03-10-2020 | Chelsea – Crystal Palace          | 4 – 0   |
| 5  | 17-10-2020 | Chelsea – Southampton             | 3 – 3   |
| 6  | 24-10-2020 | Manchester United – Chelsea       | 0 – 0   |
| 7  | 31-10-2020 | Burnley – Chelsea                 | 0 – 3   |
| 8  | 07-11-2020 | Chelsea – Sheffield United        | 4 – 1   |
| 9  | 21-11-2020 | Newcastle United – Chelsea        | 0 – 2   |
| 10 | 29-11-2020 | Chelsea – Tottenham Hotspur       | 0 – 0   |
| 11 | 05-12-2020 | Chelsea – Leeds United            | 3 – 1   |
| 12 | 12-12-2020 | Everton – Chelsea                 | 1 – 0   |
| 13 | 15-12-2020 | Wolverhampton Wanderers – Chelsea | 2 – 1   |
| 14 | 21-12-2020 | Chelsea – West Ham United         | 3 – 0   |
| 15 | 26-12-2020 | Arsenal – Chelsea                 | 3 – 1   |
| 16 | 28-12-2020 | Chelsea – Aston Villa             | 1 – 1   |
| 17 | 03-01-2021 | Chelsea – Manchester City         | 1 – 3   |
| 19 | 16-01-2021 | Fulham – Chelsea                  | 0 – 1   |
| 18 | 19-01-2021 | Leicester City – Chelsea          | 2 – 0   |
| 20 | 27-01-2021 | Chelsea – Wolverhampton Wanderers | 0 – 0   |
| 21 | 31-01-2021 | Chelsea – Burnley                 | 2 – 0   |
| 22 | 04-02-2021 | Tottenham Hotspur – Chelsea       | 0 – 1   |
| 23 | 07-02-2021 | Sheffield United – Chelsea        | 1 – 2   |
| 24 | 15-02-2021 | Chelsea – Newcastle United        | 2 – 0   |
| 25 | 20-02-2021 | Southampton – Chelsea             | 1 – 1   |
| 26 | 28-02-2021 | Chelsea – Manchester United       | 0 – 0   |
| 29 | 04-03-2021 | Liverpool – Chelsea               | 0 – 1   |
| 27 | 08-03-2021 | Chelsea – Everton                 | 2 – 0   |
| 28 | 13-03-2021 | Leeds United – Chelsea            | 0 – 0   |
| 30 | 03-04-2021 | Chelsea – West Bromwich Albion    | 2 – 5   |
| 31 | 10-04-2021 | Crystal Palace – Chelsea          | 1 – 4   |
| 32 | 20-04-2021 | Chelsea – Brighton & Hove Albion  | 0 – 0   |
| 33 | 24-04-2021 | West Ham United – Chelsea         | 0 – 1   |
| 34 | 01-05-2021 | Chelsea – Fulham                  | 2 – 0   |
| 35 | 08-05-2021 | Manchester City – Chelsea         | 1 – 2   |
| 36 | 12-05-2021 | Chelsea – Arsenal                 | 0 – 1   |
| 37 | 18-05-2021 | Chelsea – Leicester City          | 2 – 1   |
| 38 | 23-05-2021 | Aston Villa – Chelsea             | 2 – 1   |

### FA Cup
| Ronde        | Datum      | Wedstrijd                  | Uitslag |
| ------------ | ---------- | -------------------------- | ------- |
| Derde ronde  | 10-01-2021 | Chelsea – Morecambe        | 4 – 0   |
| Vierde ronde | 24-01-2021 | Chelsea – Luton Town       | 3 – 1   |
| Vijfde ronde | 11-02-2021 | Barnsley – Chelsea         | 0 – 1   |
| Kwartfinale  | 21-03-2021 | Chelsea – Sheffield United | 2 – 0   |
| Halve finale | 17-04-2021 | Chelsea – Manchester City  | 1 – 0   |
| Finale       | 15-05-2021 | Chelsea – Leicester City   | 0 – 1   |

### League Cup
| Ronde        | Datum      | Wedstrijd                   | Uitslag            |
| ------------ | ---------- | --------------------------- | ------------------ |
| Derde ronde  | 23-09-2020 | Chelsea – Barnsley          | 6 – 0              |
| Vierde ronde | 29-09-2020 | Tottenham Hotspur – Chelsea | 1 – 1 (5 – 4 n.s.) |

### UEFA Champions League
| Ronde        | Wedstrijd | Datum      | Wedstrijd                 | Uitslag | Totaal |
| ------------ | --------- | ---------- | ------------------------- | ------- | ------ |
| Groepsfase   | 1         | 20-10-2020 | Chelsea – Sevilla         | 0 – 0   | 1e     |
| Groepsfase   | 2         | 28-10-2020 | Krasnodar – Chelsea       | 0 – 4   | 1e     |
| Groepsfase   | 3         | 04-11-2020 | Chelsea – Stade Rennes    | 3 – 0   | 1e     |
| Groepsfase   | 4         | 24-11-2020 | Stade Rennes – Chelsea    | 1 – 2   | 1e     |
| Groepsfase   | 5         | 02-12-2020 | Sevilla – Chelsea         | 0 – 4   | 1e     |
| Groepsfase   | 6         | 08-12-2020 | Chelsea – Krasnodar       | 1 – 1   | 1e     |
| Laatste 16   | 1         | 23-02-2021 | Atlético Madrid – Chelsea | 0 – 1   | 3 – 0  |
| Laatste 16   | 2         | 17-03-2021 | Chelsea – Atlético Madrid | 2 – 0   | 3 – 0  |
| Kwartfinale  | 1         | 07-04-2021 | FC Porto – Chelsea        | 0 – 2   | 2 – 1  |
| Kwartfinale  | 2         | 13-04-2021 | Chelsea – FC Porto        | 0 – 1   | 2 – 1  |
| Halve finale | 1         | 27-04-2021 | Real Madrid – Chelsea     | 1 – 1   | 3 – 1  |
| Halve finale | 2         | 05-05-2021 | Chelsea – Real Madrid     | 2 – 0   | 3 – 1  |
| Finale       | Finale    | 29-05-2021 | Manchester City – Chelsea | 0 – 1   | 0 – 1  |

## Statistieken

### Tussenstand in Engelse Premier League
| Stand | Gespeeld | Gewonnen | Gelijk | Verloren | Punten | Doelpunten voor | Doelpunten tegen | Gele kaarten | Twee gele kaarten | Rode kaarten |
| ----- | -------- | -------- | ------ | -------- | ------ | --------------- | ---------------- | ------------ | ----------------- | ------------ |
| 4e    | 38       | 19       | 10     | 9        | 67     | 58              | 36               | 49           | 1                 | 2            |

### Punten, stand en doelpunten per speelronde
| Speelronde                            | 1  | 2   | 3  | 4  | 5  | 6  | 7  | 8   | 9   | 10  | 11  | 12  | 13  | 14  | 15  | 16  | 17  | 19  | 18  | 20  | 21  | 22  | 23  | 24  | 25  | 26  | 29  | 27  | 28  | 30  | 31  | 32  | 33  | 34  | 35  | 36  | 37  | 38  | Totaal |
| ------------------------------------- | -- | --- | -- | -- | -- | -- | -- | --- | --- | --- | --- | --- | --- | --- | --- | --- | --- | --- | --- | --- | --- | --- | --- | --- | --- | --- | --- | --- | --- | --- | --- | --- | --- | --- | --- | --- | --- | --- | ------ |
| Aantal punten per speelronde          | 3  | 0   | 1  | 3  | 1  | 1  | 3  | 3   | 3   | 1   | 3   | 0   | 0   | 3   | 0   | 1   | 0   | 3   | 0   | 1   | 3   | 3   | 3   | 3   | 1   | 1   | 3   | 3   | 1   | 0   | 3   | 1   | 3   | 3   | 3   | 0   | 3   | 0   | 67     |
| Aantal punten na speelronde           | 3  | 3   | 4  | 7  | 8  | 9  | 12 | 15  | 18  | 19  | 22  | 22  | 22  | 25  | 25  | 26  | 26  | 29  | 29  | 30  | 33  | 36  | 39  | 42  | 43  | 44  | 47  | 50  | 51  | 51  | 54  | 55  | 58  | 61  | 64  | 64  | 67  | 67  | 67     |
| Stand na speelronde                   | 3e | 11e | 9e | 7e | 8e | 9e | 7e | 3e  | 3e  | 3e  | 3e  | 5e  | 7e  | 5e  | 8e  | 6e  | 9e  | 7e  | 9e  | 8e  | 7e  | 6e  | 5e  | 4e  | 5e  | 5e  | 4e  | 4e  | 4e  | 5e  | 5e  | 4e  | 4e  | 4e  | 3e  | 4e  | 3e  | 4e  | 4e     |
| Aantal doelpunten per speelronde      | 3  | 0   | 3  | 4  | 3  | 0  | 3  | 4   | 2   | 0   | 3   | 0   | 1   | 3   | 1   | 1   | 1   | 1   | 0   | 0   | 2   | 1   | 2   | 2   | 1   | 0   | 1   | 2   | 0   | 2   | 4   | 0   | 1   | 2   | 2   | 0   | 2   | 1   | 58     |
| Aantal tegendoelpunten per speelronde | 1  | 2   | 3  | 0  | 3  | 0  | 0  | 1   | 0   | 0   | 1   | 1   | 2   | 0   | 3   | 1   | 3   | 0   | 2   | 0   | 0   | 0   | 1   | 0   | 1   | 0   | 0   | 0   | 0   | 5   | 1   | 0   | 0   | 0   | 1   | 1   | 1   | 2   | 36     |
| Doelsaldo na speelronde               | +2 | 0   | 0  | +4 | +4 | +4 | +7 | +10 | +12 | +12 | +14 | +13 | +12 | +15 | +13 | +13 | +11 | +12 | +10 | +10 | +12 | +13 | +14 | +16 | +16 | +16 | +17 | +19 | +19 | +16 | +19 | +19 | +20 | +22 | +23 | +22 | +23 | +22 | +22    |

### Topscorers
| Nr.                           | Naam                          | Goal |
| ----------------------------- | ----------------------------- | ---- |
| 1.                            | Jorginho                      | 7    |
| 2.                            | Tammy Abraham                 | 6    |
| 2.                            | Mason Mount                   | 6    |
| 2.                            | Timo Werner                   | 6    |
| 3.                            | Kurt Zouma                    | 5    |
| 4.                            | Olivier Giroud                | 4    |
| 4.                            | Kai Havertz                   | 4    |
| 4.                            | Christian Pulisic             | 4    |
| 5.                            | Ben Chilwell                  | 3    |
| 6.                            | Marcos Alonso                 | 2    |
| 6.                            | Callum Hudson-Odoi            | 2    |
| 6.                            | Thiago Silva                  | 2    |
| 6.                            | Hakim Ziyech                  | 2    |
| 7.                            | César Azpilicueta             | 1    |
| 7.                            | Reece James                   | 1    |
| Eigen doelpunten tegenstander | Eigen doelpunten tegenstander | 2    |
| Totaal                        | Totaal                        | 58   |

| Nr.                           | Naam                          | Goal |
| ----------------------------- | ----------------------------- | ---- |
| 1.                            | Tammy Abraham                 | 4    |
| 2.                            | Hakim Ziyech                  | 2    |
| 3.                            | Kai Havertz                   | 1    |
| 3.                            | Callum Hudson-Odoi            | 1    |
| 3.                            | Mason Mount                   | 1    |
| 3.                            | Timo Werner                   | 1    |
| Eigen doelpunten tegenstander | Eigen doelpunten tegenstander | 1    |
| Totaal                        | Totaal                        | 11   |

| Nr.                           | Naam                          | Goal |
| ----------------------------- | ----------------------------- | ---- |
| 1.                            | Kai Havertz                   | 3    |
| 2.                            | Tammy Abraham                 | 1    |
| 2.                            | Ross Barkley                  | 1    |
| 2.                            | Olivier Giroud                | 1    |
| 2.                            | Timo Werner                   | 1    |
| Eigen doelpunten tegenstander | Eigen doelpunten tegenstander | 0    |
| Totaal                        | Totaal                        | 7    |

| Nr.                           | Naam                          | Goal |
| ----------------------------- | ----------------------------- | ---- |
| 1.                            | Olivier Giroud                | 6    |
| 2.                            | Timo Werner                   | 4    |
| 3.                            | Callum Hudson-Odoi            | 2    |
| 3.                            | Mason Mount                   | 2    |
| 3.                            | Christian Pulisic             | 2    |
| 3.                            | Hakim Ziyech                  | 2    |
| 4.                            | Tammy Abraham                 | 1    |
| 4.                            | Ben Chilwell                  | 1    |
| 4.                            | Emerson                       | 1    |
| 4.                            | Jorginho                      | 1    |
| 4.                            | Kai Havertz                   | 1    |
| Eigen doelpunten tegenstander | Eigen doelpunten tegenstander | 0    |
| Totaal                        | Totaal                        | 23   |

Gedurende het seizoen verkocht of verhuurd

### Assists
| Nr.    | Naam               | Assist |
| ------ | ------------------ | ------ |
| 1.     | Timo Werner        | 8      |
| 2.     | Ben Chilwell       | 5      |
| 2.     | Mason Mount        | 5      |
| 3.     | Kai Havertz        | 3      |
| 3.     | Callum Hudson-Odoi | 3      |
| 3.     | Hakim Ziyech       | 3      |
| 4.     | César Azpilicueta  | 2      |
| 4.     | Reece James        | 2      |
| 4.     | N'Golo Kanté       | 2      |
| 4.     | Christian Pulisic  | 2      |
| 5.     | Tammy Abraham      | 1      |
| 5.     | Jorginho           | 1      |
| 5.     | Mateo Kovačić      | 1      |
| Totaal | Totaal             | 38     |

| Nr.    | Naam               | Assist |
| ------ | ------------------ | ------ |
| 1.     | Callum Hudson-Odoi | 2      |
| 1.     | Reece James        | 2      |
| 2.     | César Azpilicueta  | 1      |
| 2.     | Ben Chilwell       | 1      |
| 2.     | Kai Havertz        | 1      |
| 2.     | Timo Werner        | 1      |
| 2.     | Hakim Ziyech       | 1      |
| Totaal | Totaal             | 9      |

| Nr.    | Naam          | Assist |
| ------ | ------------- | ------ |
| 1.     | Tammy Abraham | 2      |
| 2.     | Ben Chilwell  | 1      |
| 2.     | Mason Mount   | 1      |
| Totaal | Totaal        | 4      |

| Nr.    | Naam              | Assist |
| ------ | ----------------- | ------ |
| 1.     | Kai Havertz       | 3      |
| 2.     | Mason Mount       | 2      |
| 2.     | Christian Pulisic | 2      |
| 2.     | Timo Werner       | 2      |
| 3.     | Tammy Abraham     | 1      |
| 3.     | Reece James       | 1      |
| 3.     | Jorginho          | 1      |
| 3.     | N'Golo Kanté      | 1      |
| 3.     | Mateo Kovačić     | 1      |
| 3.     | Antonio Rüdiger   | 1      |
| Totaal | Totaal            | 15     |

Gedurende het seizoen verkocht of verhuurd

## Toeschouwers
| Ronde                 | Tegenstander            | Toeschouwers   | Totaal toeschouwers | Gemiddeld      |
| Premier League        | Premier League          | Premier League | Premier League      | Premier League |
| --------------------- | ----------------------- | -------------- | ------------------- | -------------- |
| 2                     | Liverpool               | 0              | 0                   | -              |
| 4                     | Crystal Palace          | 0              | 0                   | -              |
| 5                     | Southampton             | 0              | 0                   | -              |
| 8                     | Sheffield United        | 0              | 0                   | -              |
| 10                    | Tottenham Hotspur       | 0              | 0                   | -              |
| 11                    | Leeds United            | 2.000          | 2.000               | 2.000          |
| 14                    | West Ham United         | 0              | 2.000               | 2.000          |
| 16                    | Aston Villa             | 0              | 2.000               | 2.000          |
| 17                    | Manchester City         | 0              | 2.000               | 2.000          |
| 20                    | Wolverhampton Wanderers | 0              | 2.000               | 2.000          |
| 21                    | Burnley                 | 0              | 2.000               | 2.000          |
| 24                    | Newcastle United        | 0              | 2.000               | 2.000          |
| 26                    | Manchester United       | 0              | 2.000               | 2.000          |
| 27                    | Everton                 | 0              | 2.000               | 2.000          |
| 30                    | West Bromwich Albion    | 0              | 2.000               | 2.000          |
| 32                    | Brighton & Hove Albion  | 0              | 2.000               | 2.000          |
| 34                    | Fulham                  | 0              | 2.000               | 2.000          |
| 36                    | Arsenal                 | 0              | 2.000               | 2.000          |
| 37                    | Leicester City          | 8.000          | 10.000              | 5.000          |
| FA Cup                |                         |                |                     |                |
| Derde ronde           | Morecambe               | 0              | 0                   | 0              |
| Vierde ronde          | Luton Town              | 0              | 0                   | 0              |
| Kwartfinale           | Sheffield United        | 0              | 0                   | 0              |
| EFL Cup               |                         |                |                     |                |
| Derde ronde           | Barnsley                | 0              | 0                   | 0              |
| UEFA Champions League |                         |                |                     |                |
| Groepsfase            | Sevilla                 | 0              | 0                   | 0              |
| Groepsfase            | Stade Rennes            | 0              | 0                   | 0              |
| Groepsfase            | Krasnodar               | 2.000          | 2.000               | 2.000          |
| Laatste 16            | Atlético Madrid         | 0              | 2.000               | 2.000          |
| Kwartfinale           | FC Porto                | 0              | 2.000               | 2.000          |
| Halve finale          | Real Madrid             | 0              | 2.000               | 2.000          |